# لواء القوات الخاصة 65 المحمول جوا
لواء القوات الخاصة 65 المحمولة جواً (بالفارسية: تیپ ۶۵ نیروهای ویژه هوابرد)، أو لواء نوهيد، هي وحدة قوات خاصة محمولة جواً تابعة للجيش الإيراني تأسست عام 1959.
كانت أول عملية للوحدة خلال ثورة ظفار في عمان. بعد ثورة 1979 في إيران، شاركت في اشتباكات ما بعد الثّورة. كجزء من فرقة الكوماندوز 23، تم استخدام الوحدة على نطاق واسع في عمليات مختلفة للحرب العراقية الإيرانية في الثّمانينيات. في الآونة الأخيرة، نشط بعض الأعضاء في الحرب الأهلية السورية. كما تم استخدام اللواء أيضًا لأغراض إنقاذ الرهائن ومكافحة الإرهاب داخل إيران.

## تشكيل
في عام 1953، تم إرسال 10 ضباط من الجيش الإمبراطوري الإيراني إلى فرنسا للتدريب على القفز بالمظلات. بعد عودتهم إلى إيران، قاموا بتأسيس وحدة المظلات في عام 1955، والتي تطورت إلى كتيبة المظليين في عام 1959. في نفس العام، تأسّس لواء القوات الخاصة الثالث والعشرون تتكون من 5 كتائب عملياتية، وكتيبة إسناد، وفصيلة اتصالات، وسرية قاعدة واحدة، ومدرسة حربية غير تقليدية. في عام 1970، تم تغيير اسم الوحدة إلى لواء القوات الخاصة 23 المحمولة جواً. وبعد مرور عام، تم إضافة وحدة إنقاذ الرهائن وسرية للحرب النفسية إلى هيكل اللواء. تم إنشاء اللواء تحت إشراف مستشارين أمريكيين من مركز ومدرسة جون إف كينيدي للحرب الخاصة. ولا يزال الإرث واضحًا في القبعات الخضراء وشارة التأهيل التي يرتديها اللواء، والتي تكاد تكون مطابقة لشارة وحدة القمع الحر التابعة للجيش الأمريكي.
بعد ثورة 1979 تحول اللواء إلى الفرقة 23 والمعروفة أيضًا باسم فرقة الكوماندوز 23. في عام 1991، تم فصل اللّواء الثّالث عن الفرقة ولواء القوات الخاصة 65 المحمولة جواً أو لواء نوهيد 65 وتم تشكيلها مع أفسَرِيّة كمقر لها. يُطلق عليه أحيانًا اسم لواء نوهيد. كلمة نوهد، تُترجم أيضًا باسم NOWHED، هو الاختصار الفارسي لـ Nīrūhāye Vīzheye Havābord (نیروهای ویژه هوابرد) وتعني "القوات الخاصة المحمولة جوا".
بعد مؤامرة انقلاب نوجة عام 1980 والتي كان من المقرر تنفيذها باستخدام وحدة نوهيد، دعا عضو البرلمان آنذاك حسن روحاني إلى حل الوحدة في البرلمان، قائلاً إنها "خطيرة". وعارض وزير الدّفاع مصطفى تشمران ذلك بشدة.

## التاريخ التشغيلي
خلال ثورة ظفار في عمان، كانت الوحدة، التي كانت تسمى لواء القوات الخاصة 23 المحمولة جواً، إحدى الوحدات الإيرانية التي شاركت في الحرب. وكانت تتمركز في قاعدة مانسون ظفار العسكرية في عمان.
بحسب العميد. الجنرال علي رضا سنجابي، تم إجراء معظم تدريبات اللواء من خلال عمليات مشتركة مع القوات الخاصة البريطانية. وبحسب مقال في المونيتور، فقد روى قصة قبل وفاته عن عمله كقناص في الحرب.

### بعد الثورة الإسلامية
بعد ثورة 1979، شارك اللواء في اشتباكات مختلفة في مقاطعات خوزستان وسيستان وبلوشستان (مكافحة تهريب المخدرات والإرهاب) وكردستان (قتال حزب الحياة الحرة الكردستاني وكوملة). عندما غزا العراق إيران، كان اللواء، الذي كان لواء القوات الخاصة 23 المحمولة جواً في ذلك الوقت والذي تحول فيما بعد إلى الفرقة 23، يتمركز في المناطق الجنوبية والشمالية الغربية. شاركوا في عمليات مختلفة، بما في ذلك كسر حصار عبادان، عملية بيت المقدس، عملية كربلاء 5، وعملية قادر. كان اللواء نشطًا في جبال دوبازا ولَكلَك الاستراتيجية في سردشت، والتي، على الرغم من شن هجمات كيميائية في المنطقة، لم يتمكن العراق أبدًا من الاستيلاء على المنطقة خلال الحرب التي استمرت ثماني سنوات. وقد شارك بعض أفراد اللواء في عمليات خاصة تحت القيادة المباشرة لوزير الدفاع مصطفى تشمران، الذي أسس مقر الحرب غير النظامية.
في التسعينيات، كانت هناك المناورة الحضرية في طهران، خطط لها قائد الجيش علي صياد شيرازي، حيث طُلب من كتيبتين من اللواء 65 التسلل والاستيلاء على مراكز عسكرية وسياسية مهمة محددة في العاصمة. وتم إنجاز المهمة في أقل من ساعتين. منذ ذلك الحين، عُرف أعضاء الوحدة باسم "الأشباح الأقوياء".
وأفادت تقييمات جين سينتينل الأمنية أن فرقة القوات الخاصة الثالثة والعشرون هي من بين التشكيلات الأكثر احترافًا في الجيش الإيراني، حيث تضم 5000 فرد، يُعتقد أن جميعهم من النظاميين.
كانت هناك تقارير غير مؤكّدة عن قيام أعضاء اللواء 65 بعمليات استطلاع في العراق وأفغانستان وباكستان.
في 4 أبريل 2016، أُعلن أن اللّواء 65 موجود بالفعل في سوريا لدعم الحكومة فيما يتعلق بالحرب الأهلية السورية، حيث قُتل اثنان أثناء القتال ضد جبهة النصرة: الملازم الثاني محسن غيطاسلو والملازم الثاني مجتبى يداللّهی منفرد.
في عام 2019، وصفت وكالة استخبارات الدفاع الأمريكية الفرقة 65 المحمولة جواً بأنها الوحدة الأكثر نخبوية في القوات البرية للجيش الإيراني.

## تمرين

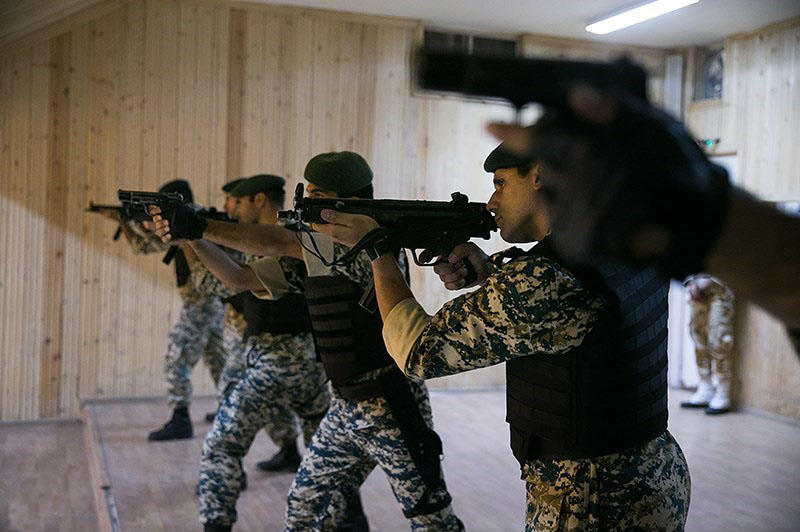

يقع أحد معسكرات التدريب في غابات كلاردشت، حيث يتم التدريب على حرب الأدغال خلال فصل الربيع. أما المعسكر التدريبي الشتوي فيقع في إمام زاده هاشم، حيث يوجد منتجع تزلج مخصص للواء، يستخدم للتدريب على حرب الثلوج. يقع المخيم الصيفي في سد كرج ويوجد معسكر آخر في صحراء قم يتم فيه التدريب على حرب الصحراء.

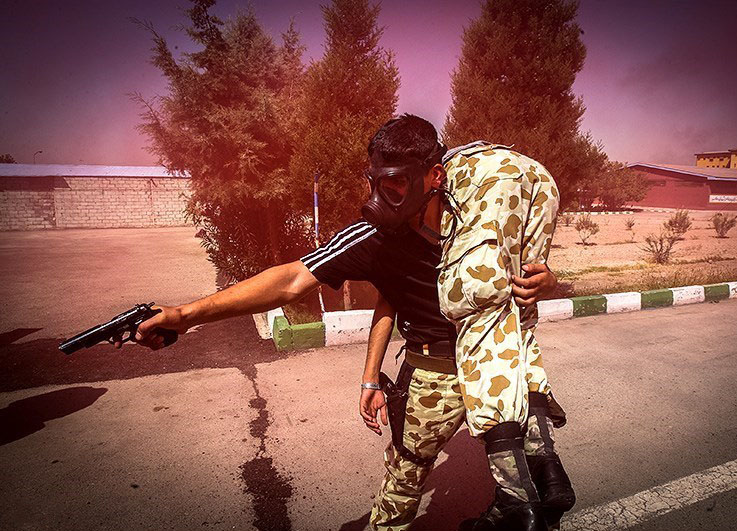
وحدة إنقاذ الرهائن التابعة للواء 65 من القوات الخاصة المحمولة جواً، تقوم بتدريب مهمة إنقاذ الرهائن

وحدة إنقاذ الرهائن، والمعروفة أيضًا باسم الوحدة-110، هي إحدى وحدات اللواء الذي له قاعدته الخاصة في مطار مهرآباد الدولي. وبحسب قائد اللواء خسروي، فإن قوات إنقاذ الرهائن التابعة للواء هي "قواتنا الأكثر نخبوية". وتتعاون هذه الوحدة مع الأجهزة الأمنية.

## شارات وشارات نوهد

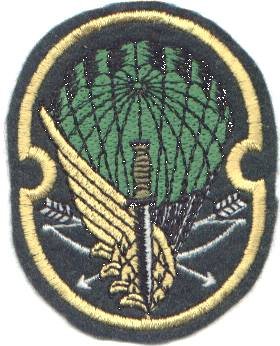
وحدة الاشارة

## المعدات والشارات
يمكن التعرف عليها من خلال استخدامها لنمط التمويه رحلات السفاري DPM. وهم يرتدون سترة تكتيكية وقبعة خضراء. رقعة الـ65 عبارة عن خنجر وجناح ذهبي متراكب فوق مظلة خضراء مع درع على الطراز الأخميني على خلفيته ويقع على الكتف الأيسر. إن MPT-9S (النسخة الإيرانية القابلة للطي من MP5) هو سلاحهم القياسي، ليحل محل سلاح عوزي الأقدم.
تستخدم الوحدة أيضًا مسدس CZ 75 وبندقية أيه كيه-103.

## في الثقافة الشعبية
فيلم كاني جانغا الحائز على جائزة كريستال سيمرغ من إخراج سيف الله داد عام 1987، وفيلم الأسود الخضراء كلاهما مستوحى من عمليات العالم الحقيقي التي أجراها اللواء 65 خلال الحرب العراقية الإيرانية.